# Georg Porcher
Georg Konrad Friedrich Porcher (* 21. Oktober 1860 in Bonn; † 2. Januar 1936 in Ründeroth) war ein preußischer Landrat.

## Leben und Wirken
Georg Konrad Friedrich Porcher wurde als Sohn des Baumeisters Josef Porcher und seiner Gemahlin Ottilie geb. Mohren geboren. Er war seit 1902 mit Emma Thielen (1862–1931), Witwe des Landrats Richard Haldy und Tochter des Eisenbahndirektors und späteren Ministers Karl von Thielen sowie Friederike geb. van Spankeren, verheiratet. Porcher war katholisch.
Nach dem Absolvieren der Ritterakademie Bedburg studierte er an der Rheinischen Friedrich-Wilhelms-Universität Bonn Rechts- und Staatswissenschaften und promovierte zum Dr. iur. Er war seit dem Wintersemester 1881/82 Mitglied der Studentenverbindung Akademischer Juristenverein Bonn (heute: AV Rheno-Colonia Köln). Er erhielt am 21. Juni 1884 seine Ernennung zum Gerichtsreferendar beim Landgericht Bonn. Zwei Jahre später wurde er Regierungsreferendar bei der Bezirksregierung Köln an. Nach Ablegen der Großen juristischen Staatsprüfung am 30. März 1889 wurde er am 15. April Regierungsassessor. Nach weiterer Beschäftigung bei der Bezirksregierung in Köln und Kassel wurde er am 7. Juli 1893 zunächst kommissarischer Landrat, dann ab 28. Februar 1894 Landrat des Kreises Wipperfürth. Damit löste er seinen Amtsvorgänger Hjalmar von Mörner ab. Nach eineinhalbjähriger Tätigkeit in diesem Amt wechselte Porcher 1895 als Regierungsrat an die Verwaltung der direkten Steuern in Berlin.  Sein Amtsnachfolger als Landrat war Adolf von Dalwigk zu Lichtenfels. Nach seiner Rückkehr zur Bezirksregierung Köln im Mai 1906 wurde er am 21. Juli 1906 zum Oberregierungsrat ernannt und Dirigent der Finanzabteilung. Schließlich wechselte er 1919 zum Landesfinanzamt Köln und wurde hier am 1. Februar 1926 dessen Präsident. In diesem Amt blieb er bis zu seiner Pensionierung am 1. März 1927.
Porcher war von 1894 bis 1895 Abgeordneter des Rheinischen Provinziallandtages.

## Auszeichnungen
Roter Adlerorden IV. Klasse am 18. Januar 1908